# Xã Harrison, Quận Miami, Indiana
Xã Harrison (tiếng Anh: Harrison Township) là một xã thuộc quận Miami, tiểu bang Indiana, Hoa Kỳ. Năm 2010, dân số của xã này là 759 người.